# Tàu ngầm lớp I-52
Tàu ngầm lớp I-52 hay tàu ngầm Kiểu C3 là một loại tàu ngầm của Hải quân Đế quốc Nhật Bản, do Công ty Mitsubishi thiết kế và chế tạo vào giữa 1943 và 1944 làm tàu vận tải.
Nhật Bản chỉ đóng 3 chiếc loại này trong chiến tranh thế giới thứ hai (I-52, I-53 và I-55), mặc dù theo kế hoạch là hai mươi chiếc. Lúc đó chúng là một trong những tàu ngầm lớn nhất và tiên tiến nhất từng được đóng lúc bấy giờ.
- Chiếc I-52 được hạ thủy vào 18 tháng 3 năm 1942 và được biên chế vào đội tàu ngầm vào 28 tháng 12 năm 1943. Sau khi đội thủy thủ được huấn luyện, nó được đưa vào nhiệm vụ trao đổi hàng hóa (Yanagi) với Đức. Chiếc tàu này bị máy bay USS Bogue (CVE-9) đánh chìm cách Azores 1.300 km về phía Tây Nam. Trên tàu có cao su, vàng, quinine, và các kỹ sư Nhật đang trên đường đến Đức.
- Chiếc I-53 vẫn còn sau chiến tranh, tuy nhiên đã bị Hải Quân Hoa Kỳ đánh đắm ngoài khơi quần đảo Gotō năm 1946.
- Chiếc I-55 bị khu trục hạm USS Gilmer và tàu hộ tống USS William C. Miller đánh chìm ngoài khơi Saipan vào 14 tháng 07 năm 1944.